# Aphelandra longibracteolata
Aphelandra longibracteolata är en akantusväxtart som beskrevs av G. Lindau. Aphelandra longibracteolata ingår i släktet Aphelandra och familjen akantusväxter. Inga underarter finns listade i Catalogue of Life.